# 1818 en santé et médecine
| Années de la santé et de la médecine : 1815 - 1816 - 1817 - 1818 - 1819 - 1820 - 1821    |
| Décennies de la santé et de la médecine : 1780 - 1790 - 1800 - 1810 - 1820 - 1830 - 1840 |

Cet article présente les faits marquants de l'année 1817 en santé et médecine.

## Événements
- 26 mai : Henri Savigny, ex-chirurgien de la Marine, soutient sa thèse de doctorat en médecine sur le naufrage de La Méduse dont il est lui-même un rescapé[1], ouvrage qui sert à la documentation du « Défilé de la Hache », quatorzième chapitre de Salammbô, consacré par Flaubert à l'agonie des mercenaires [2].
- 29 juin : Laennec publie son invention du stéthoscope[3].
- 27 juillet : circulaire du sous-secrétaire d'État de l'Intérieur sur les frais de transport et de traitement des aliénés[4].
- 27 septembre : le docteur James Blundell à Londres pratique la première transfusion de sang humain ; le patient ne survit pas[5].

- Joseph Bienaimé Caventou et Pierre Joseph Pelletier isolent la strychnine de la fève de Saint-Ignace et de la noix vomique[6].

## Publications
- Clarke Abel (1780-1826), Narrative of a Journey in the Interior of China, 1816-1817[7].
- Karl Ferdinand von Gräfe : Rhinoplastik.
- Pierre Rayer (1793-1867) publie son Sommaire d'une histoire abrégée de l'anatomie pathologique[8],[9].

## Naissance
- 27 mai : Franz Donders (mort en 1889), physiologiste, anatomiste et ophtalmologiste néerlandais.

## Décès
- 24 octobre : Luigi Brugnatelli (né en 1761), médecin et chimiste italien.